# 小行星4764
小行星4764（英語：4764 Joneberhart）是一颗围绕太阳公转的小行星。1983年2月11日，愛德華·鮑威爾在可可尼诺县发现了此天体。
这颗小行星的绝对星等为176.3524710713165等。